# یک روز بخصوص (فیلم ۱۳۹۴)
یک روز بخصوص فیلم درام اجتماعی ایرانی به کارگردانی و تهیه‌کنندگی همایون اسعدیان و نویسندگی همایون اسعدیان و مجید قیصری محصول سال ۱۳۹۵ است. مصطفی زمانی، پریناز ایزدیار، محسن کیایی و فرهاد اصلانی بازیگران اصلی آن هستند. این فیلم نخستین بار در بخش سودای سیمرغ سی و پنجمین دوره جشنواره فیلم فجر به نمایش درآمد و نامزد دریافت چهار جایزه و برنده سیمرغ بلورین بهترین جلوه‌های ویژه میدانی شد، همچنین توانست جایزه بهترین فیلمنامه را از جشنواره بین‌المللی فیلم پیونگ‌یانگ دریافت کند. این فیلم در تاریخ ۲۵ اسفند ۱۳۹۵ در سینماهای ایران اکران شد.

## خلاصه داستان
خبرنگاری(مصطفی زمانی) دربارهٔ مافیای اهدای اعضای بدن تحقیق می‌کند، در این میان خواهرش که به بیماری قلبی دچار است، نیاز به عمل پیوند قلب دارد و او باید تصمیم سختی در رابطه با سلامتی خواهرش بگیرد…

## بازیگران
- مصطفی زمانی
- پریناز ایزدیار
- فرهاد اصلانی
- محسن کیایی
- افسانه کمالی
- هوشنگ رادی پور
- شیرین آقاکاشی
- مجتبی پیرزاده
- ایلیا نصراللهی
- سید مهرداد ضیایی
- شیرین یزدان بخش

## جوایز و نامزدی‌ها
| سال  | جشنواره                           | قسمت                       | نامزد                       | نتیجه    | منبع        |
| ---- | --------------------------------- | -------------------------- | --------------------------- | -------- | ----------- |
| ۱۳۹۵ | سی و پنجمین دوره جشنواره فیلم فجر | بهترین طراحی صحنه          | کامیاب امین عشایری          | نامزدشده | [ ۶ ] [ ۷ ] |
| ۱۳۹۵ | سی و پنجمین دوره جشنواره فیلم فجر | بهترین طراحی لباس          | کامیاب امین عشایری          | نامزدشده | [ ۶ ] [ ۷ ] |
| ۱۳۹۵ | سی و پنجمین دوره جشنواره فیلم فجر | بهترین چهره پردازی         | مهرداد میرکیانی             | نامزدشده | [ ۶ ] [ ۷ ] |
| ۱۳۹۵ | سی و پنجمین دوره جشنواره فیلم فجر | بهترین جلوه‌های ویژه میدانی | آرش آقابیک                  | برنده    | [ ۶ ] [ ۷ ] |
| ۱۳۹۷ | جشنواره بین‌المللی فیلم پیونگ‌یانگ  | بهترین فیلمنامه            | همایون اسعدیان و مجید قیصری | برنده    | [ ۸ ]       |

## حواشی
کتایون نجفی‌زاده (مدیرعامل انجمن اهدای عضو ایرانیان)، در پی اکران فیلم یک روز بخصوص با اعتراض و شکایت از وزارت ارشاد و سازندگان این فیلم عنوان کرد: موضوعات مطرح شدهٔ مربوط به اهدا و پیوند عضو در این فیلم، مغایر با واقعیت است و تولید چنین فیلم‌هایی باعث ضربه به فرهنگ نوپای اهدای عضو خواهد شد. او همچنین فروش و دلالی اعضای بدن را نادرست خواند و باندبازی و پارتی بازی در این موضوع را رد کرد. همایون اسعدیان نیز در واکنش به این خبر بیان کرد: تأکید می‌کنم که ما در هیچ بخشی از فیلم «یک روز بخصوص» ادعا نکرده‌ایم که یک داستان واقعی را روایت می‌کنیم، اگرچه مدعی هم نمی‌شوم که چنین اتفاقاتی (فروش اعضای بدن و دلالی) در ایران نمی‌افتد. او همچنین عنوان کرد: داستان فیلم «یک روز بخصوص» بدون تحقیق ساخته نشده است و برای اطلاعات بیشتر شاید بد نیست مصاحبه یک دلال عضو که در روزنامه شرق منتشر شده بود و یکی از شخصیت‌های فیلم ما بر اساس همین مصاحبه شکل گرفت را بخوانید تا بدانید در ایران چه خبر است.